# Police, Gornja Radgona
Police este o localitate din comuna Gornja Radgona, Slovenia, cu o populație de 412 locuitori.